# Dorfkirche Schernikau (Arendsee)

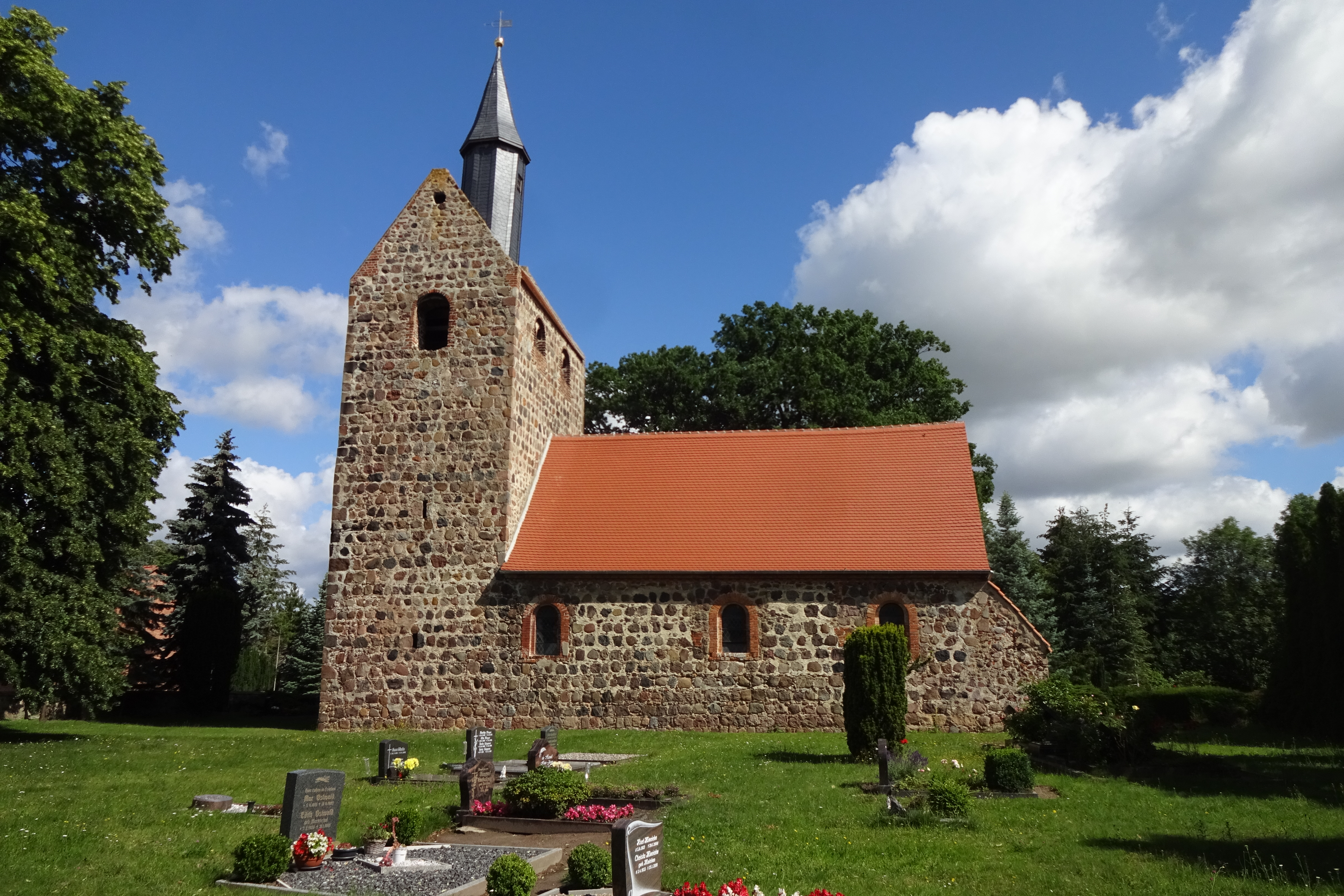
Dorfkirche Schernikau (Arendsee)

Die evangelische Dorfkirche Schernikau ist eine romanische Saalkirche im Ortsteil Schernikau von Arendsee (Altmark) im Altmarkkreis Salzwedel in Sachsen-Anhalt. Sie gehört zum Pfarrbereich Fleetmark-Jeetze im Kirchenkreis Salzwedel der Evangelischen Kirche in Mitteldeutschland (EKMD).

## Geschichte und Architektur
Die Kirche ist eine langgestreckte Saalkirche aus Feldsteinmauerwerk mit einem hohen, von einem Dachreiter bekrönten Westquerturm aus der Mitte des 13. Jahrhunderts. An der Ostseite war ursprünglich eine Dreifenstergruppe angeordnet, alle übrigen Öffnungen des Schiffs stammen aus dem Jahr 1869. An den Schallöffnungen sind mittelalterliche Ziegelmarken erhalten.
Ein eingemauerter kreisrunder Stein von etwa 40 cm Durchmesser mit einem runden Loch könnte aus einer Handmühle stammen.
Das tonnengewölbte Turmerdgeschoss war ursprünglich durch einen großen Spitzbogen zum Schiff geöffnet.
Das Schiff ist flach gedeckt mit reicher Ausmalung von 1925, die in den Jahren nach 1990 restauriert wurde. Die Wände sind mit Rokoko-Ornamenten bemalt, die hölzernen Einrichtungsstücke braun, die Füllungen mit Inschriften und vegetabilen Motiven auf schwarzem Grund versehen. Die Westempore wurde damals unter Verwendung älterer Teile wieder hergestellt.

## Ausstattung
Die hölzerne Altarwand mit Kanzel und seitlichen Durchgängen stammt vom Anfang des 19. Jahrhunderts und aus dem Jahr 1925, dazu gehört weiterhin ein Pfarrstuhl. Im Turm ist der Rest einer romanischen Sandsteintaufe erhalten. Die Orgel ist ein Werk aus dem Jahr 1904 von Eduard Beyer aus Magdeburg.
Ein Friedhofstor mit eisernen Gitterflügeln aus dem 19. Jahrhundert erschließt den Kirchhof.